# Give Me Fire!
Give Me Fire! ist das fünfte Studioalbum der schwedischen Band Mando Diao. Es wurde von Salla Salazar Campos von der schwedischen Hip-Hop-Gruppe The Latin Kings produziert.
Auf den Produzenten kam die Band, weil Keyboarder Mats Björke ein großer Fan seiner Gruppe ist.
Laut einem Interview von Björn Dixgård mit dem Deutschen Depeschendienst wurde die Band bei ihrem neuen Album durch Film und Fernsehen beeinflusst. Das Album solle klingen wie ein Quentin-Tarantino-Soundtrack, so Dixgård. Das ist auch der Grund für die Dialoge zwischen einigen Tracks.
In manchen Songs findet das alte elektronische Instrument Theremin Verwendung, welches oft in Science-Fiction-Filmen der 1950er Jahre verwendet wurde.
Give Me Fire! gilt als „tanzbarer“ als seine Vorgänger.
Im November 2009 erschien eine Neuauflage des Albums, welche zusätzlich das Lied "Nothing Without You" enthält.

## Titelliste
1. Blue Lining White Trenchcoat – 4:02
2. Dance with Somebody – 5:18
3. Gloria – 4:17
4. High Heels – 3:48
5. Mean Street – 4:32
6. Nothing Without You* – 3:40
7. Maybe Just Sad – 4:05
8. A Decent Life – 1:45
9. Give Me Fire – 4:01
10. Crystal – 6:11
11. Come On Come On – 4:13
12. Go Out Tonight – 4:53
13. You Got Nothing on Me – 5:07
14. The Shining – 3:16
15. Catching Up** – 3:17

* Seit der Winter-Edition auf dem Album vorhanden.
** nur als Download über iTunes erhältlich

## Singleauskopplungen
| Jahr | Titel               | Höchstplatzierung, Gesamtwochen, AuszeichnungChartplatzierungen (Jahr, Titel, , Platzierungen, Wochen, Auszeichnungen, Anmerkungen) | Höchstplatzierung, Gesamtwochen, AuszeichnungChartplatzierungen (Jahr, Titel, , Platzierungen, Wochen, Auszeichnungen, Anmerkungen) | Höchstplatzierung, Gesamtwochen, AuszeichnungChartplatzierungen (Jahr, Titel, , Platzierungen, Wochen, Auszeichnungen, Anmerkungen) | Höchstplatzierung, Gesamtwochen, AuszeichnungChartplatzierungen (Jahr, Titel, , Platzierungen, Wochen, Auszeichnungen, Anmerkungen) | Anmerkungen                                              |
| Jahr | Titel               | DE | AT | CH | SE | Anmerkungen                                              |
| ---- | ------------------- | --- | --- | --- | --- | -------------------------------------------------------- |
| 2009 | Dance with Somebody | DE2 Platin · (46 Wo.)DE | AT1 (35 Wo.)AT | CH3 (42 Wo.)CH | SE4 (22 Wo.)SE | Erstveröffentlichung: 2. Januar 2009 Verkäufe: + 300.000 |
| 2009 | Gloria              | DE33 (9 Wo.)DE | AT32 (10 Wo.)AT | CH39 (19 Wo.)CH | SE12 (29 Wo.)SE | Erstveröffentlichung: 15. Mai 2009                       |
| 2009 | Mean Street         | DE89 (1 Wo.)DE | — | — | — | Erstveröffentlichung: 14. August 2009                    |
| 2009 | Nothing Without You | DE76 (2 Wo.)DE | — | — | — | Erstveröffentlichung: 11. Dezember 2009                  |

## Kommerzieller Erfolg

### Chartplatzierungen
| ChartsChartplatzierungen | Höchstplatzierung | Wochen |
| ------------------------ | ----------------- | ------ |
| Deutschland (GfK)        | 1 (37 Wo.)        | 37     |
| Österreich (Ö3)          | 1 (25 Wo.)        | 25     |
| Schweden (GLF)           | 2 (28 Wo.)        | 28     |
| Schweiz (IFPI)           | 1 (33 Wo.)        | 33     |

| ChartsJahrescharts (2009) | Platzierung |
| ------------------------- | ----------- |
| Deutschland (GfK)         | 17          |
| Österreich (Ö3)           | 39          |
| Schweden (GLF)            | 80          |
| Schweiz (IFPI)            | 38          |

### Auszeichnungen für Musikverkäufe
| Land/Region        | Auszeichnungen für Musikverkäufe (Land/Region, Auszeichnung, Verkäufe) | Verkäufe |
| ------------------ | ---------------------------------------------------------------------- | -------- |
| Deutschland (BVMI) | Platin                                                                 | 200.000  |
| Österreich (IFPI)  | Gold                                                                   | 10.000   |
| Schweiz (IFPI)     | Platin                                                                 | 30.000   |
| Insgesamt          | 1× Gold · 2× Platin ·                                                  | 240.000  |

## Trivia
Das Video zu „Gloria“ wurde unter anderem am Strausberger Platz und Kino International in der Karl-Marx-Allee in Berlin gedreht.